# Aforyzm
Aforyzm (łac. aphorismus, gr. aphorismós), złota myśl, sentencja, maksyma, gnoma, apoftegmat – zwięzła, lapidarna, przeważnie jednozdaniowa wypowiedź, wyrażająca ogólną prawdę filozoficzną lub moralną, w sposób zaskakujący i błyskotliwy.

## Aforystyka na świecie
Aforyzm jako gatunek zaistniał już w starożytności. Za pierwszego aforystę w dziejach uchodzi Ptahhotep.
Dalszy rozwój aforystyki nastąpił w Grecji i Rzymie, gdzie aforyzmy tworzyli m.in. Heraklit z Efezu, Epikur, Eurypides, Menander, Seneka, Marek Aureliusz (Rozmyślania). W nowożytnej literaturze europejskiej formę tę wykorzystywali m.in.: Erazm z Rotterdamu, Baltasar Gracián, José Bergamin, Blaise Pascal (Myśli, 1670), François de La Rochefoucauld (Maksymy i rozważania moralne, 1664), Jean de La Bruyère, Luc de Clapiers de Vauvenargues, Sébastien-Roch Nicolas de Chamfort (Charaktery i anegdoty. Maksymy i myśli, 1795), Antoine de Rivarol, Joseph Joubert, Octave Pirmez, Georg Lichtenberg, Johann Wolfang von Goethe, Friedrich Schlegel, Novalis, Arthur Schopenhauer, Friedrich Nietzsche, Friedrich Hebbel, Marie von Ebner-Eschenbach, Karl Krauss, Franz Kafka, Robert Musil, Ralph Emerson, William Blake, Samuel Johnson, William Hazlitt, Ambrose Bierce, Oskar Wilde, Dag Hammarskjöld, Emil Cioran, Jovan Dučić, Gabriel Laub, Valeriu Butulescu, Aleksandar Čotrić, Fabrizio Caramagna, Ljupka Cvetanova.

## Aforystyka w Polsce
Rozwój aforystyki w Polsce przypadł głównie na okres baroku, jednakże już w starożytności były znane i popularne w całej Europie, szczególnie wywodzące się ze schyłku starożytności, Dystychy moralne Marcusa Catona, wydane jako „Katonowe wiersze” – „Catonis disticha” w przekładzie polskim w XVI w. przez Franciszka Mymerusa i Sebastyana Klonowicza; wyd. Jan Bystroń, Kraków, rok 1894.
Szczególny rodzaj schematycznego aforyzmu, zwany w Polsce „trynką” (lub „trzeciakiem”), a będący retoryczną elipsą o klamrze spajającej trzy równoległe człony, dzięki temu, że wielokrotnie pojawia się w starotestamentowych Księgach Mądrościowych oraz epigramatach Marcjalisa, cieszył się wzięciem w średniowieczu, kiedy to zaczęły krążyć liczne łacińskie trynki-przysłowia. Zachowało się na przykład 180 trynek Szlachcica-Anonima, z czego 67 „końskich”, które zapisał na marginesach rękopiśmiennego kodeksu zawierającego wyciąg z Hippiki K. Pieniążka.
Inny rodzaj schematycznego aforyzmu, zwany w Polsce „czworakiem” (lub „czwartakiem”), polegał na wyliczaniu czterech jakości cechujących jakąś osobę lub rzecz.
Dużo aforyzmów można odnaleźć w zbiorach Andrzeja Maksymiliana Fredry Przysłowia mów potocznych oraz Monita politico moralia. Przysłowia są jedynym utworem napisanym przez Fredrę po polsku. Oprócz aforyzmów oryginalnych znalazło się w nim wiele spolszczonych sentencji i maksym autorów rzymskich (np. Seneki czy Tacyta).
Do znaczących polskich aforystów należą: Jan Żabczyc, Aleksander Fredro, Stefan Witwicki, Henryk Sienkiewicz, Aleksander Świętochowski, Kazimierz Przerwa-Tetmajer, Feliks Chwalibóg, Karol Irzykowski, Stanisław Brzozowski, Adolf Nowaczyński, Ludwik Hirszfeld, Henryk Elzenberg, Hugo Steinhaus, Horacy Safrin, Stanisław Czosnowski, Julian Tuwim, Stefan Napierski, Magdalena Samozwaniec, Witold Zechenter, Maria Dąbrowska, Witold Gombrowicz, Antoni Kępiński, Stanisław Jerzy Lec, Michał Hofman, Stefan Kisielewski, Jan Czarny, Wiesław Brudziński, Aleksander Kumor, Tadeusz Gicgier, Sławomir Wróblewski, Jacek Wejroch, Sławomir Mrożek, Włodzimierz Scisłowski, Czesław Banach, Lech Konopiński, Mieczysław Michał Szargan, Krystyna Sylwestrzak, Elżbieta Grabosz, Jan Gross, Józef Bułatowicz, Wiesław Malicki, Antoni Regulski, Edward Lipiński, Tadeusz Szyfer, Jerzy Michał Wąsik, Jan Stanisław Lipiński, Michał Lech Sinico, Krzysztof Bilica, Mieczysław Kozłowski, Ewa Radomska, Kazimierz Słomiński, Sławian Trocki, Urszula Zybura, Wojciech Bartoszewski, Stanisław Chyczyński, Wojciech Wiercioch, Andrzej Majewski, Dariusz Rodzoń, Henryk Rej.
W Polsce zbiory aforyzmów wydawały m.in. Wydawnictwo „Wiedza Powszechna” w serii „Myśli Srebrne i Złote” (od 1957), Spółdzielnia Wydawnicza „Czytelnik” w serii „Symposion” (od 1958), Państwowy Instytut Wydawniczy w serii „Biblioteczka Aforystów” (od 1970) oraz Wydawnictwo Miniatura.